# Groznița, Briceni
Groznița este un sat din cadrul comunei Mihăileni din raionul Briceni, Republica Moldova.

## Date statistice
- Distanța până la centrul comunal (Mihăileni) - 1,5 km, până la centrul raional (Briceni) - 27 km, până la st. c. f. Ocnița - 38 km, până la Chișinău - 202 km.
- Populația - 345 de oameni.
- Școală primară, bibliotecă, oficiu poștal, magazin mixt.

## Istoria satului
O primă mențiune despre s. Groznița o aflăm în fondurile Arhivei de stat și ea indică data de 24 oct. 1832. Sătucul, desigur, era foarte mic, cele câteva familii cu care a fost atestat ca localitate își depănau traiul în liniște, fără a se manifesta prin evenimente deosebite, fără a lăsa urme cât de cât vizibile în canavaua istoriei. Așa cum o mai făceau și satele din vecinătate Bălcăuți, Hincăuți, Rotunda, Mihăileni, Halahora de Sus.
De altfel, tot așa își duce traiul Groznița și în zilele noastre. Situat pe malul drept al unui mic afluent al Racovățului, sătucul înfruntă cu dârzenie greutățile timpului și se încălzește în speranța unei vieți mai decente. Relieful e deluros, dar solurile de cernoziom au humus destul și, dacă sunt lucrate cu râvnă, de obicei, recompensa e cea așteptată. Cea mai impunătoare altitudine e dealul dinspre Bălcăuți: 264 m deasupra nivelului mării. Are șosea bună spre Bălcăuți și, pe lângă Mihăileni, spre traseul de importanță internațională Chișinău-Cernăuți.
Dar să revenim la istorie, cu toate că ea pentru Groznița e mică și foarte săracă în documente scrise. Arheologii însă citesc istoria și din altfel de documente. În împrejurimile Grozniței, de exemplu, atenția lor a fost atrasă de movilele mari, înalte de 8–10 m, de pământ - peste 20 la număr, ridicate cu mult înainte de apariția satului, cu multe veacuri în urmă. S-au dat lupte pe aici între băștinași și nohaici, care le prădau avutul. Războinicii răpuși erau înmormântați sub acești tumuli.
După prima mențiune următoarea intervine abia la 24 apr. 1902. Din ea aflăm că preotului Arefa Batițchi de aici i se conferă Crucea cu diamante a Sinodului. Chiar și în listele recensământului din 10 noiem. 1940 Groznița e înscrisă ca un mic sătucean. Războiul, totuși, nu-l ocolește nici pe el. Sunt mobilizați toți bărbații, care puteau ține arma în mâini. 39 de bărbați dintr-un sat mic e mult prea mult. Trec însă câțiva ani și se abate o altă năpastă pe oamenii istoviți de război și foamete - colectivizarea. Ziarul republican „Sovetskaia Moldavia” redă întemeierea colhozului „Lenin” din Groznița ca o mare "bucurie" pe capul localnicilor. Nu rămâne în urmă cu odele sale nici „Moldova Socialistă”.
Recensământurile din 1979 și 1989 înregistrează 470 de locuitori (226 de bărbați și 244 de femei) și, respectiv, 436 de locuitori (196 de bărbați și 240 de femei). Colhozurile din Groznița, Halahora de Sus și Mihăileni se contopesc în colhozul „Kotovski” cu sediul în Halahora de Sus. Cultivă cereale, culturi tehnice, fructe și legume. Când vine, totuși, anul 1991, sătucul nu susține hotărârea de a nu participa la referendumul cu privire la păstrarea Uniunii RSS. În 2004 satul întrunea 395 de oameni, dintre care: 368 de ucraineni, 23 de moldoveni/români și 4 ruși.
La hotarul dintre milenii cei mai vârstnici oameni de aici erau Petru Țîmbalistîi, 83 de ani, Achilina Țîbuleac, 82 de ani, Aculina Coman, Maria Beileșin și Măria Goncear, 81 de ani. Satul avea 54 de fântâni.